# Amtsgericht Wolfach

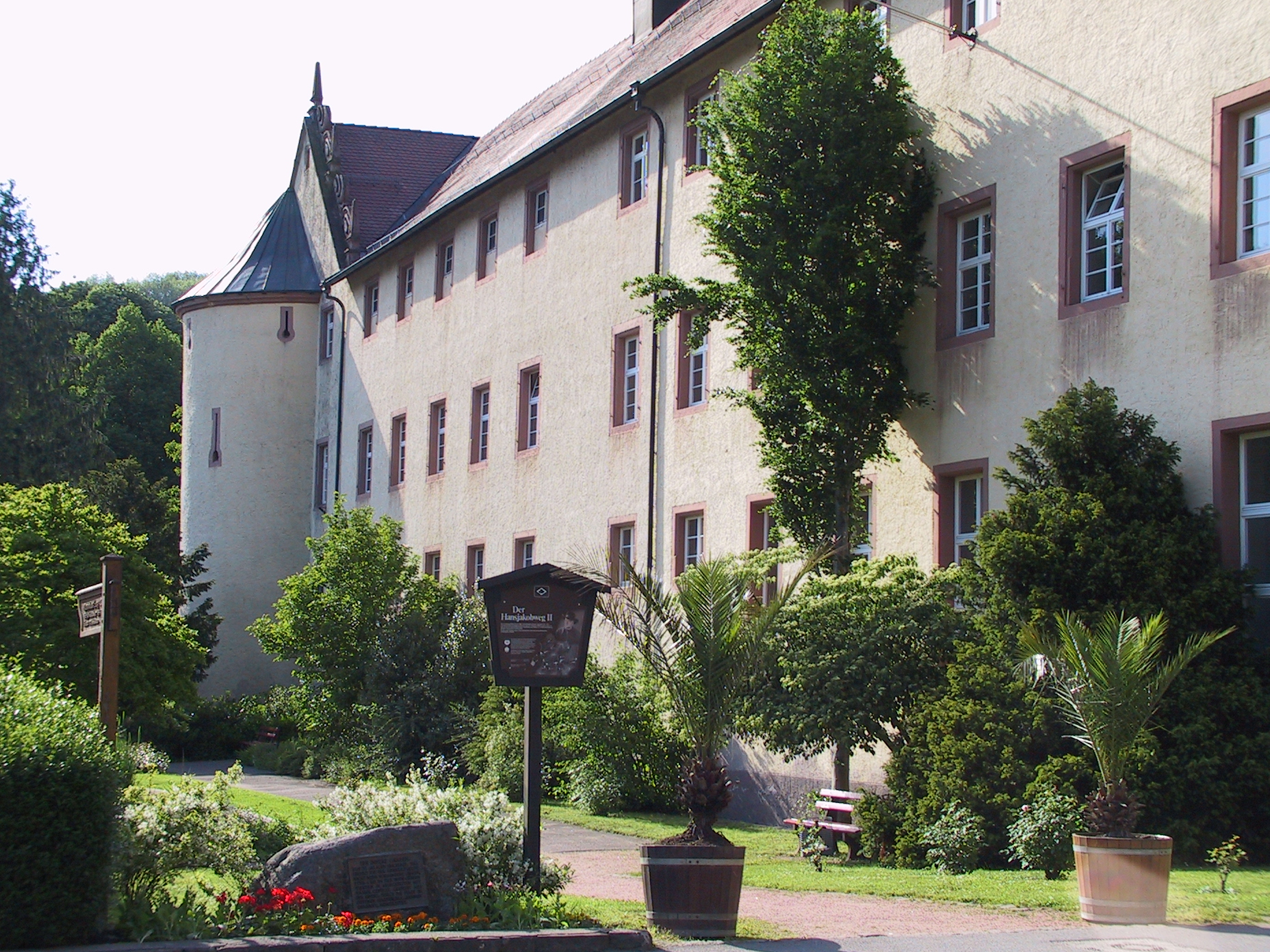
Sitz des Amtsgerichts Wolfach: Südflügel des fürstenbergschen Schlosses (westlicher Teil)

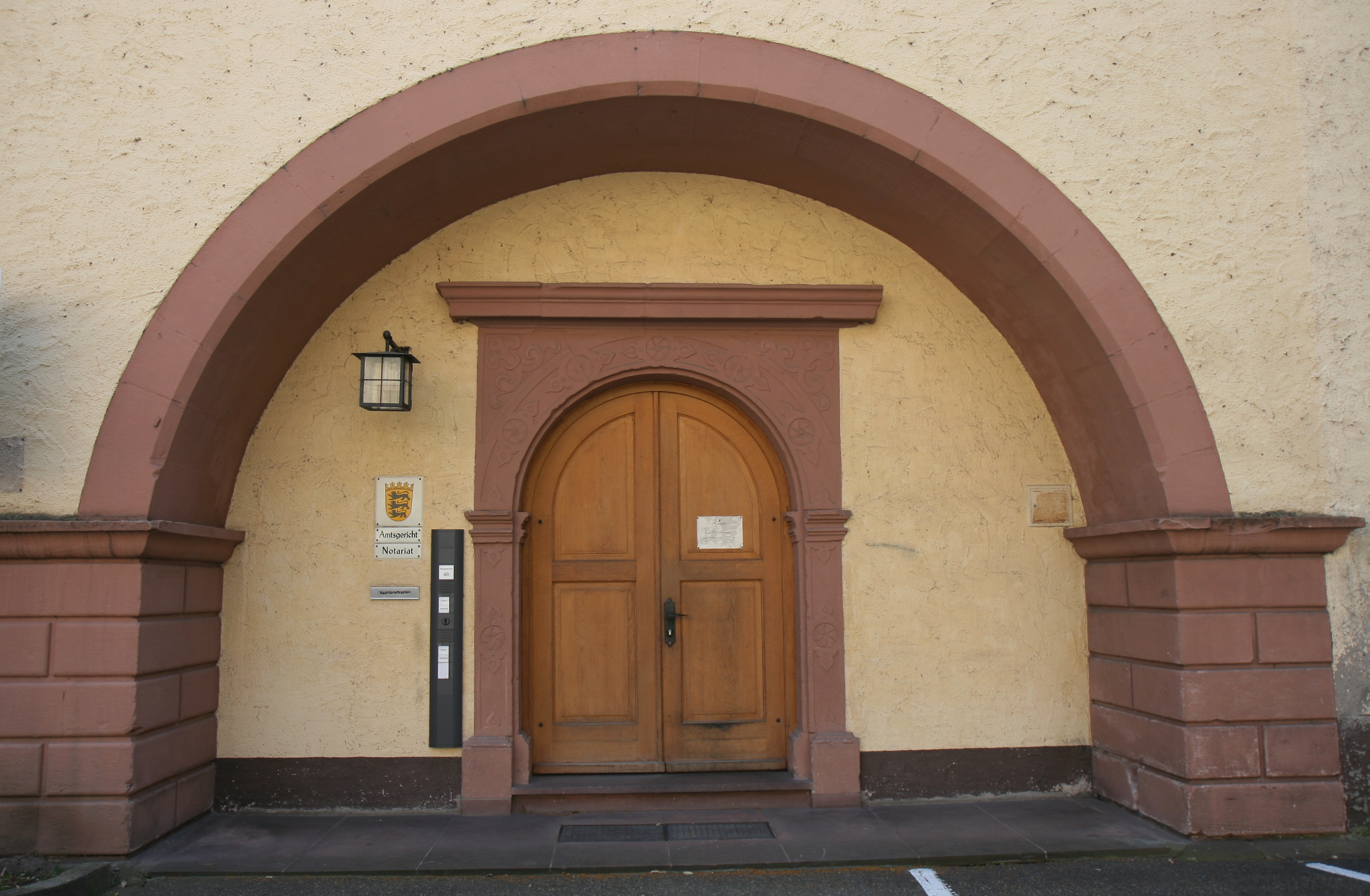
Eingang zum Amtsgericht

Das Amtsgericht Wolfach ist ein kleines Amtsgericht in Wolfach im Schwarzwald, eines von sechs Amtsgerichten im Bezirk des Landgerichts Offenburg. Die Amtsgerichte gehören zur ordentlichen Gerichtsbarkeit.

## Gerichtsbezirk
Örtlich zuständig ist das Amtsgericht Wolfach für die Städte Wolfach, Haslach, Hausach,  Hornberg sowie die Gemeinden Fischerbach, Gutach, Hofstetten, Mühlenbach, Oberwolfach und Steinach.

## Zuständigkeit
Das Amtsgericht nimmt die ihm nach dem Gerichtsverfassungsgesetz zugewiesenen Aufgaben in der Zivil- und Strafrechtspflege wahr. Für Mahnverfahren hat das Bundesland Baden-Württemberg das Amtsgericht Stuttgart als Zentrales Mahngericht bestimmt. Für Familiensachen ist das Familiengericht beim Amtsgericht Offenburg zuständig.

## Gerichtsgebäude
Das Gericht ist im Südflügel des fürstenbergschen Schlosses in Wolfach untergebracht. In dem im 17. Jahrhundert errichteten Schlossgebäude, das bereits Sitz des fürstenbergschen Oberamts, später des Bezirksamts und des Landratsamts war, sind neben dem Amtsgericht ein Museum, das Finanzamt, die Forstverwaltung sowie ein Polizeiposten untergebracht. Die Postanschrift des Amtsgerichts ist Hauptstraße 40.

## Instanzenzug
Dem Amtsgericht übergeordnet sind in dieser Reihenfolge das Landgericht Offenburg, das Oberlandesgericht Karlsruhe und der Bundesgerichtshof.